# ゴナ
ゴナは、写研のゴシック体。手動写植機のほか、電算写植・専用組版機に対応したフォント製品。書体デザインは中村征宏による。

## 特徴

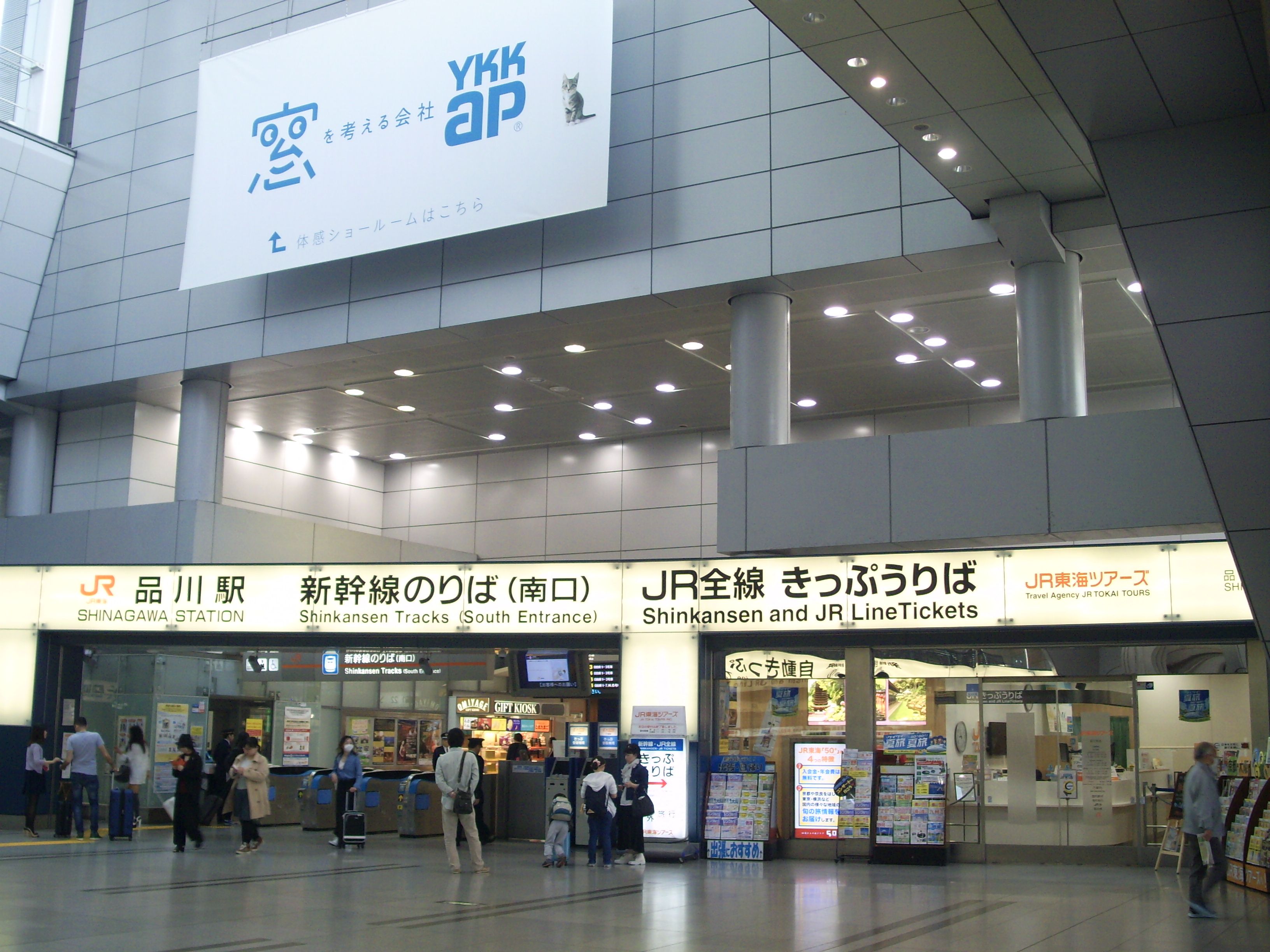
ゴナと新ゴ（「きっぷうりば」が新ゴ）。英字はHelveticaを使用。JR東海の改札口付近の看板。

写研からの依頼を受け、ナールを手掛けた書体デザイナーの中村征宏がデザインした。書体名は「ナカムラ」の「ゴシック」が由来とされる。
伝統的なゴシックでは線の端をやや太くする処理（角立て）を施したり、縦画の起筆にセリフ・打ち込みと呼ばれるアクセントを付けたりしているが、ゴナの場合は線がすべて均等で幾何学的なラインが特徴である。これは欧文書体のUniversやHelveticaと混植・併用しても違和感が少ない文字という発想から来ている。
超極太のゴナUからスタートしていることもあり、ボディいっぱいに字面を大きくしているため、字間を詰める必要のないデザインになっている。このため従来のゴシック体と比較して同じサイズの文字でも大きく見え、字間・行間が狭く見える。
他の書体と異なる特徴は、平仮名の「な」に顕著である。すなわち「な」の右部分（「ナ」以外の部分）の初筆が水平で、その線の左端が縦棒の上端に接続している。この形状は先行するタイポスにも見られるが、「ナ」の横画とそれ以外の初筆の部分の高さが異なる。後発のモリサワ「新ゴ」は高さがそろい、接続もしているが、右上の横画が水平でなく右上がりに見えるようになっている。

## 略史
1975年、写植文字で最も太い超極太ゴシックとしてゴナUが発表された。従来最も太かった（石井）特太ゴシックよりももっと太い書体を写研から求められた中村が提案したもので、倍以上の太さになった。
1979年にUより若干細い「ゴナE」が発売された。その後「ゴナM」と「ゴナDB」の試作文字が三菱銀行の制定書体と決まったことから書体ファミリー展開が決定し、当時写研の社員であった鈴木勉をリーダーとするチームに、中村が監修を行う形でラインナップをそろえた。また、白抜きの「ゴナO」、影付きの「ゴナOS」などの装飾書体のほか、組み替え用の仮名などがリリースされた。
モリサワの「新ゴシック体（現在の新ゴ）」、リョービイマジクスの「ナウG」（2011年にモリサワに譲渡）、フォントワークスの「ロダン」などに多大な影響を与えたといわれるが、1993年3月、写研はモリサワの「新ゴシック体U」「新ゴシック体L」は、自社の「ゴナU」「ゴナM」の複製である、として訴えを起こしている。判決では「ゴシック体の範疇を抜けない範囲で制作されたものであるため、ゴナと新ゴシック体が結果的に似てしまうことは避けられない」とし、請求を退けた。なお、モリサワ側は逆にゴナこそ自社の書体「ツデイ」の複製である、と反訴したが、これも同様の理由で棄却されている。この訴訟は現代日本において、書体作家の地位や位置づけを考える上で重要な転換点になったとされている。
DTP黎明期の当時において、この騒動が皮肉にも「新ゴ＝ゴナに似た書体」という認識を生むこととなり、一部のグラフィックデザイナーらがDTPを導入するきっかけとなったともいわれる。結果としてDTPの普及が新ゴの隆盛を生み、逆に写植が衰退したことでゴナをはじめとした写研の書体は徐々にその活躍の場を失うこととなった。書体としてのゴナの評価は依然として高く、書体デザイナー竹下直幸は「追従した同様のスタイルのゴシック体が増えた現在でも、色あせない完成度を誇る、モダンゴシックの代表と言える書体」と評している。
サイン分野では都市高速道路の標識のほか、JR東海の駅構内サインに使用されている。なお首都高速道路の標識に関してはモリサワの書体を用いたものへと置き換えが進んでいる。
長らく写研製の手動写植機・電算写植機等のみの対応であったが、2024年10月15日からは、モリサワのクラウド型フォントサービス「Morisawa Fonts」に搭載されたOpenTypeフォント30書体の「写研クラシックス」の中にゴナファミリーのうち「ゴナE」のみ提供を開始した。

## ファミリー構成
- ゴナL (LNAG)
- ゴナM (MNAG)
- ゴナD (DNAG)
- ゴナDB (DBNAG)
- ゴナB (BNAG)
- ゴナE (ENAG)
- ゴナH (HNAG)
- ゴナU (UNAG)
- ゴナO (ONAG) - アウトライン
- ゴナOS (OSNAG) - アウトライン影付き
- ゴナIN (INNAG) - インライン（白線入り）
- ゴナLB (LBNAG)
- ゴナかなO
- ゴナかなW
- ゴナかなC